# 掌裂棕红悬钩子
掌裂棕红悬钩子（学名：Rubus rufus var. palmatifidus）为蔷薇科悬钩子属下的一个变种。

## 扩展阅读
- 維基物種上的相關：掌裂棕红悬钩子